# 山ノ井友司
山ノ井 友司（やまのい ゆうじ、1957年10月6日 - ）は、元アナウンサー。

## 略歴
神奈川県立横須賀高等学校、日本大学芸術学部卒業後、YBS山梨放送に入社。1985年に開局間もないFMヨコハマに移籍。

## 出演番組

### YBS時代
- 山ノ井スコーパー（ラジオカー）

### FM横浜時代
- Morning Zoo[1]
- サタディ電話リクエスト[1]
- GOOD EVENING YOKOHAMA